# Jinnō Shōtōki
Jinnō Shōtōki (神皇正統記, "Crónicas da Linhagem Autência dos Divinos Imperadores") é um livro de história do Japão escrito por Kitabatake Chikafusa. O trabalho procura clarificar a constituição e as potenciais consequências da crise então contemporânea na política do Japão.

Kitabatake Chikafusa, autor de Jinnō Shōtōki

A obra como um todo foi escrita entre os anos de 1338 e 1341 na fortaleza de Oda, província de Hitachi, Japão (actual cidade de Tsukuba, província de Ibaraki) e depois corrigida em 1343 na fortaleza de Seki.